# Donald Kalsched
Donald Kalsched (ur. 1943) – amerykański psychoanalityk i psycholog kliniczny. Członek C.G. Jung Institute of New England, Maine Jung Centre i Inter-Regional Society of Jungian Analysts. Autor wielu artykułów publikowanych w czasopismach i w książkach oraz  dwóch prac z dziedziny psychologii głębi: The Inner World of Trauma: Archetypal Defences of the Personal Spirit (1996), która ukazała się w Polsce pod tytułem Wewnętrzny świat traumy. Archetypowe obrony Jaźni w roku 2015 oraz Trauma and the Soul (2013), w Polsce wydana pod tytułem Trauma i dusza w roku 2022. Obie zostały przetłumaczone na wiele języków.

## Kariera
Donald E. Kalsched urodził się w Marshfield w stanie Wisconsin. Studiował na Uniwersytecie Wisconsin w Madison, gdzie w 1964 roku uzyskał tytuł Bachelor of Science z filozofii. Kontynuował edukację w Union Theological Seminary w Nowym Jorku, gdzie w 1967 roku otrzymał tytuł Master of Divinity cum laude, specjalizując się w psychiatrii i religii. Jego zainteresowanie psychologią jungowską rozwijało się już wtedy, czego dowodem jest praca magisterska zatytułowana Hesse’s Demian as an Exemplar of the Individuation Process. Po ukończeniu studiów teologicznych, w latach 1967–1972, Kalsched uzyskał doktorat z psychologii klinicznej na Fordham University w Bronxie, Nowy Jork. Jego praca doktorska nosiła tytuł Adaptive Regression and the Primary Process in Dream Reports. W tym okresie odbył trzyletni staż w szpitalach Veterans Administration w Nowym Jorku, a także pracował jako koordynator kliniczny w Lincoln Institute for Psychotherapy na Manhattanie, gdzie rozpoczął przyjmowanie pacjentów. W 2007 roku Kalsched i jego żona, Robin van Loben Sels, przenieśli się do Albuquerque w Nowym Meksyku. W 2021 roku przeniósł się do Maine, gdzie kontynuuje swoje zainteresowania kliniczne i edukacyjne w okolicach Brunswick i Portland.
Po uzyskaniu doktoratu, w 1973 roku, Kalsched rozpoczął prywatną praktykę w Nowym Jorku. Równocześnie, przez dwa lata, pracował jako adiunkt psychologii w Manhattanville College w Purchase, Nowy Jork. W 1978 roku ukończył program szkoleniowy z psychologii analitycznej w Instytucie C. G. Junga w Nowym Jorku, pisząc pracę dyplomową na temat narcyzmu z perspektywy jungowskiej i Heinza Kohuta. W latach 1978–1985 aktywnie działał jako wykładowca i superwizor kandydatów na analityków w New York Association of Analytical Psychology (NYAAP) oraz w Instytucie C. G. Junga. Był również członkiem zarządu C. G. Jung Foundation, a w latach 1985–1988 pełnił funkcję prezesa nowo utworzonego zarządu krajowego Archive for Research in Archetypal Symbolism (ARAS). W 1986 roku został kierownikiem Institute for Depth Psychology w Wainwright House w Rye, Nowy Jork, gdzie uruchomił Professional Enrichment Program in Jungian Theory and Practice (PEP). W 1996 roku Kalsched dołączył do Westchester Institute for Training in Psychoanalysis and Psychotherapy w Bedford Hills, Nowy Jork, gdzie stworzył „ścieżkę jungowską” w ramach interdyscyplinarnego programu psychoanalitycznego. Od 2007 roku pracował jako adiunkt w Katedrze Psychiatrii i Nauk Behawioralnych w UNM School of Medicine.

## Podejście
Głównym źródłem zainteresowań Donalda Kalscheda jest wczesna trauma i teoria dysocjacji oraz analiza przejawów traumy w mitycznej i religijnej ikonografii wielu kultur. Kalsched koncentruje się na zrozumieniu i leczeniu traumy z perspektywy psychologii głębi i duchowości. Jego model systemu samoopieki (ang. Self-care System) jest wykorzystywany przez klinicystów pracujących z osobami po traumie. Bada archetypowe mechanizmy obronne, które uruchamiają się w odpowiedzi na traumę, chroniąc najgłębsze ja przed zniszczeniem. Jego prace łączą psychoanalizę, teorię relacji z obiektem, psychologię self i psychologię egzystencjalną. Kalsched podkreśla znaczenie symboli i mitów w procesie zdrowienia po traumie, a także rolę duchowości w integracji traumatycznych doświadczeń.

## Książki
- The Inner World of Trauma: Archetypal Defenses of the Personal Spirit (Routledge, 1996)
- Trauma and the Soul: A Psycho-Spiritual Approach to Human Development and its Interruption (Routledge, 2013)

## Artykuły (wybrane)
- Trauma, innocence and the core complex of dissociation (Journal of analytical Psychology, 2017)
- Opening the closed heart: affect-focused clinical work with the victims of early trauma (Journal of Analytical Psychology, 2020)
- Daimonic elements in early trauma (Journal of Analytical Psychology, 2003)
- Intersections of personal vs. collective trauma during the COVID-19 pandemic: the hijacking of the human imagination (Journal of analytical psychology, 2021)
- Revisioning Fordham’s 'Defences of the self’in light of modern relational theory and contemporary neuroscience (Journal of Analytical Psychology, 2015)
- Archetypal defenses in the clinical situation: A vignette (Journal of Analytical Psychology, 1998)